# مجموعة يوجين
مجموعة يوجين (بالإنجليزية: Eugene Group) هو تكتل كوري جنوبي.يعمل في مجال الصناعة، وسائل الإعلام، البناء، والحلويات. كما أن لديها شركات تابعة تقدم الخدمات المالية، وتكنولوجيا المعلومات، والإعلان، والبث، والخدمات اللوجستية، والخدمات الغذائية. بالإضافة إلى ذلك، فإنه يدير زوجين من ملاعب الجولف ومتاجر تحسين المنزل.

## روابط خارجية
- الصفحة الرئيسية